# Mantecadas de Astorga
Las mantecadas de Astorga son un dulce típico de la ciudad española de Astorga, en la provincia de León, comunidad autónoma de Castilla y León.

## Historia
Una teoría atribuye su origen a Juan de la Mata, repostero de la Corte, tal y como figura en el libro Arte de Repostería, editado en 1747 por Antonio Martín. Aparecen documentadas en 1805, con Máximo Matheo y Francisco Calbo como sus primeros artesanos, quienes las elaboraban por encargo del Seminario de Astorga. Según José Antonio Fidalgo Sánchez, su antigüedad se fecha en 1809, en el momento de la invasión francesa. Sin embargo, tardarían un tiempo en asentarse, ya que los primeros obradores no se fundaron hasta mediados de ese mismo siglo.
Según José Luis López G. Díaz, el primero que promocionó las mantecadas de Astorga fue el industrial maragato Tomás Manrique Rubio, que a través de su madre, estrechamente relacionada con el convento de Sancti Spíritus, consiguió de las monjas la fórmula de las mantecadas. Así en 1850, las comercializa con el nombre La Perla Astorgana. Sus hijos Magín y Delfín continuarían luego la tradición familiar, al tiempo que aparecían nuevos fabricantes.
Su envasado a mano dio lugar al oficio de cajillera, cuya labor es dar el pliegue característico al papel de su envase.

## Descripción

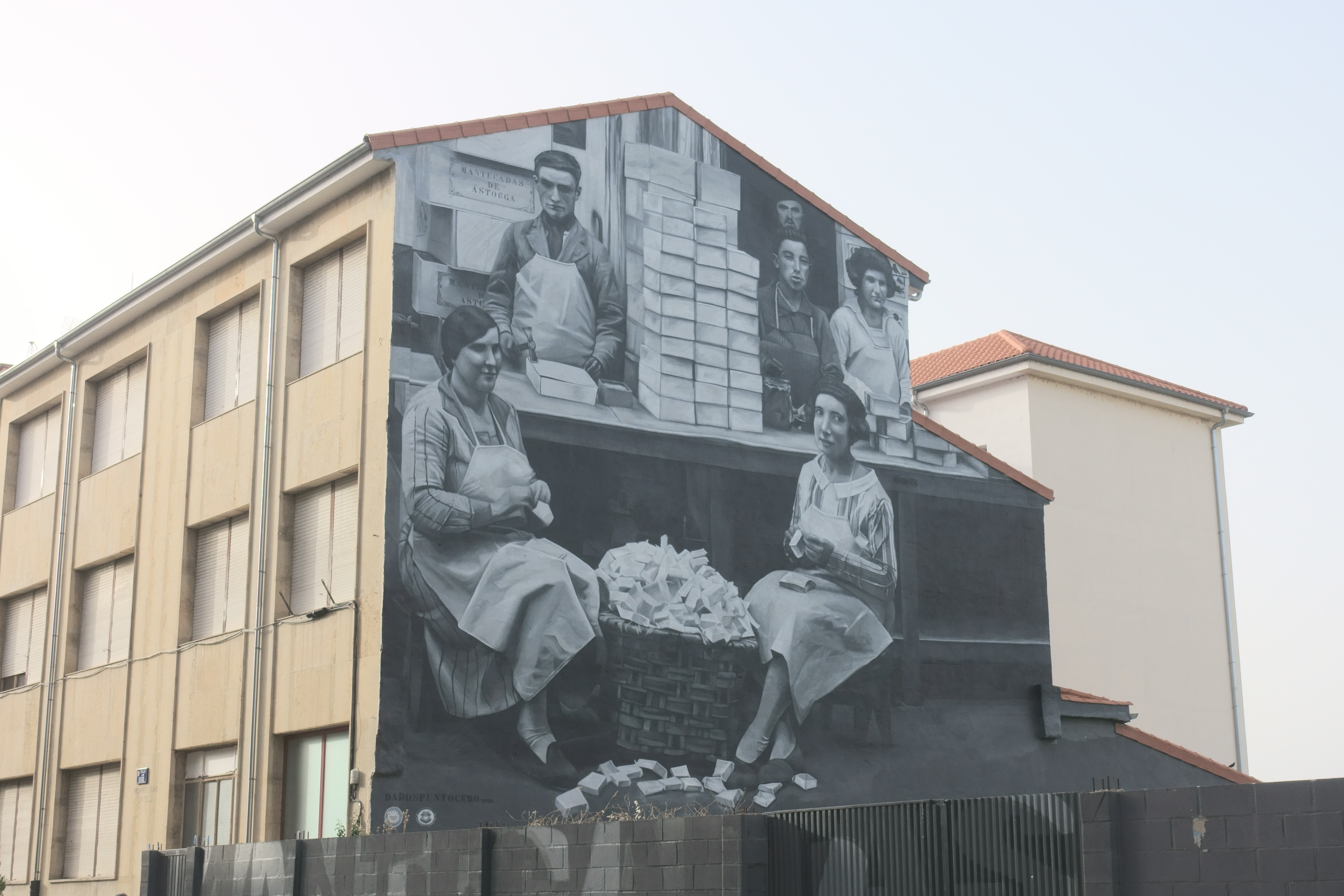
Mural dedicado a las cajilleras en Astorga

Se trata de un producto de pastelería resultante de hornear una masa compuesta de harina de trigo, huevo de gallina, mantequilla de vaca, manteca de cerdo y azúcares. Se suelen tomar, por ejemplo, como parte del desayuno o de  la merienda.

## Protección
En 2004 obtuvo el reconocimiento a su calidad bajo el sello de Indicación Geográfica Protegida. Esta comprende, como zonas de elaboración y envasado, los municipios leoneses de Astorga, Brazuelo, San Justo de la Vega y Valderrey.